# Runnin' Wild
''Runnin 'Wild'' es el primer álbum publicado por la banda australiana de Hard rock Airbourne. El álbum fue lanzado el 23 de junio de 2007 por el sello discográfico IME, y debutó en la ARIA álbum gráfico en el número 21. Entró en el puesto número 62 de las listas del Reino Unido.
El álbum fue lanzado en Estados Unidos el 29 de enero de 2008, a través de Roadrunner Records, y debutó en el puesto 106 en Billboard 200.
El álbum ganó el "Mejor Debut" en el Metal Hammer Golden Gods Awards, 2008.
Tres de las canciones de este álbum fueron utilizadas para  videojuegos de la franquicia Electronic Arts para sus videojuegos Need for Speed: ProStreet (2007) (Blackjack) Madden NFL 08 (2007) y NASCAR 09 (2009) (Runnin' Wild), Need for Speed: Undercover (2008) (Girls in Black) y Burnout Paradise (2008) (Too Much, Too Young, Too Fast).

## Lista de canciones
1. "Stand Up for Rock 'N' Roll" - 4:01
2. "Runnin' Wild - 3:38
3. "Too Much, Too Young, Too Fast" - 3:42
4. "Diamond in the Rough" - 2:54
5. "Fat City" - 3:26
6. "Blackjack" - 2:42
7. "What's Eatin' You" - 3:36
8. "Girls in Black" - 3:16
9. "Cheap Wine & Cheaper Women" - 3:10
10. "Heartbreaker" - 3:56
11. "Hellfire" - 2:19 (en la edición de Australia y Nueva Zelanda)
12. "Let's Ride" - 3:28